# Macromitrium heterodictyon
Macromitrium heterodictyon är en bladmossart som beskrevs av Hugh Neville Dixon 1933. Macromitrium heterodictyon ingår i släktet Macromitrium och familjen Orthotrichaceae. Inga underarter finns listade i Catalogue of Life.